# Храм Жён-Мироносиц (Торопец)
Церковь Жён Мироносиц (Мироносицкий храм} — недействующий кладбищенский православный храм в городе Торопце Тверской области. В настоящее время не действует, храму необходим ремонт. Расположен на вершине холма в южной части города, при выезде из Торопца в Великие Луки.

## История
В начале XIX века на южной окраине города образовалось новое кладбище. В 1808 году был здесь был построен храм, освящённый в честь Жён-Мироносиц. На колокольне висело 4 колокола. В 1892 году была приписана к Богоявленскому храму на острове.
В 1930-х годах храм был закрыт.
На Мироносицком кладбище сохранились старинные захоронения. В настоящее время храм восстанавливается.

## Архитектура
Кирпичная однопрестольная церковь в духе классицизма. Здание храма представляет собой небольшую одноглавую постройку с массивной колокольней.
В 1973 году храм был объявлен памятником архитектуры регионального (областного) значения.

## Галерея

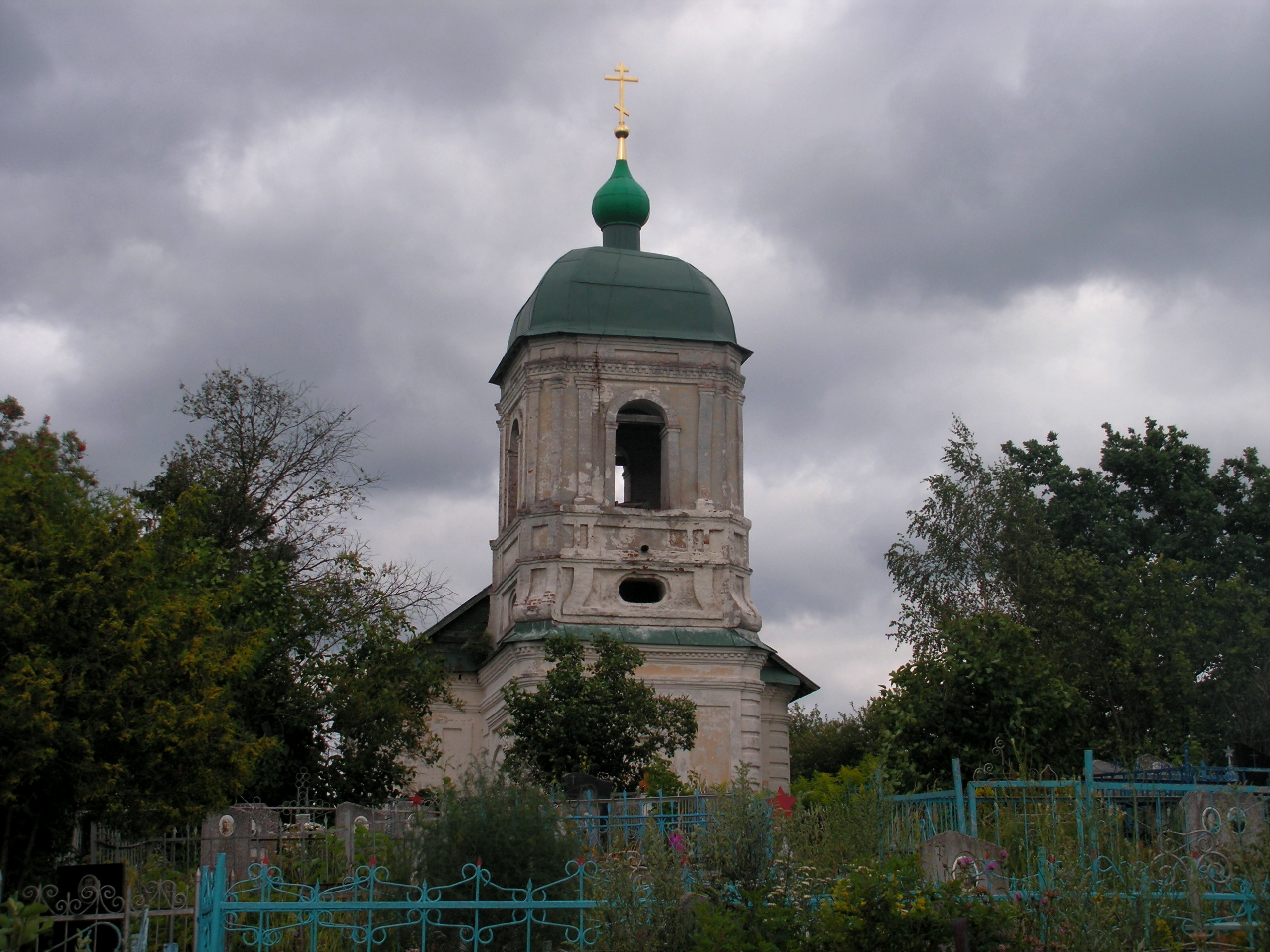
Вид с запада.
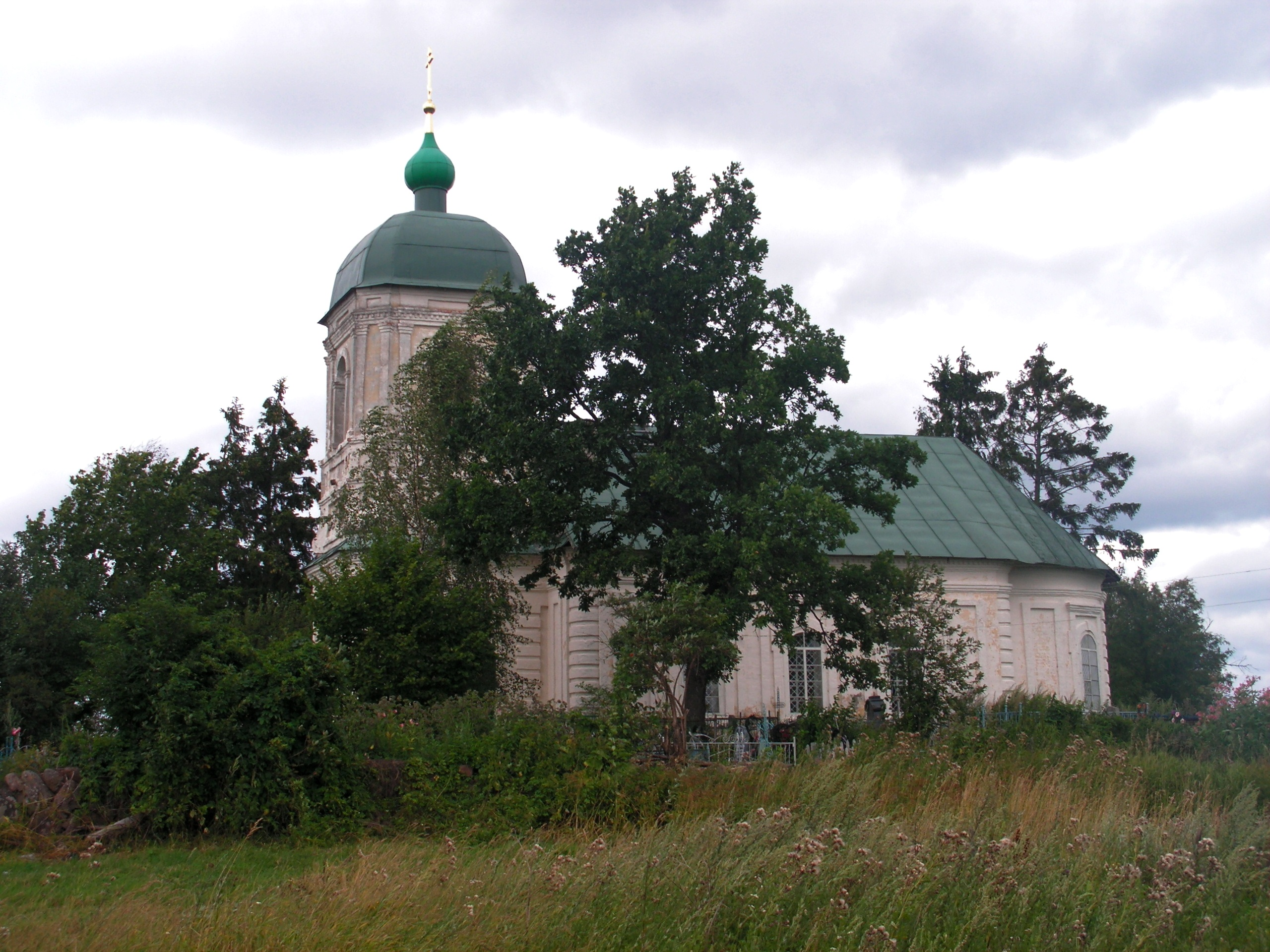
Вид с юга.